# عبد الله ندور
عبد الله ندور (بالفرنسية: Abdallah N'Dour) هو لاعب كرة قدم سنغالي في مركز الدفاع، ولد في 20 ديسمبر 1993 في روفسك في السنغال. لعب مع نادي ستراسبورغ.

## وصلات خارجية
- عبد الله ندور على موقع الاتحاد الأوربي (الإنجليزية)
- عبد الله ندور على موقع رابطة كرة القدم الفرنسية للمحترفين (الإنجليزية)
- عبد الله ندور على موقع قاعدة بيانات كرة القدم.إي يو (الإنجليزية)
- عبد الله ندور على موقع Soccerway.com (الإنجليزية)
- عبد الله ندور على موقع عالم كرة القدم.نت (الإنجليزية)
- عبد الله ندور على موقع AS.com (الإسبانية)